# Simon Rolington
Simon Rolington, né le 21 septembre 1960, est un joueur de squash représentant l'Angleterre. 

## Biographie
Il participe à trois championnats du monde successifs de 1981 à 1983 sans dépasser le 2e tour. Après sa retraite sportive, il enseigne le squash à Leicester.